# Nikkelallergie

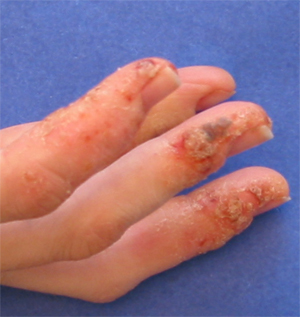
Handeczeem

Mensen met een nikkelallergie krijgen eczeem op de plek waar hun huid in contact komt met dit metaal. Een allergie is een reactie van het immuunsysteem op lichaamsvreemde stoffen, die op zichzelf genomen niet schadelijk hoeven te zijn).

## Nikkel
Nikkel is een onedel metaal, vergelijkbaar met ijzer. Nikkel wordt vaak toegepast in metalen voorwerpen, zoals muntgeld, knopen, BH-sluitingen, ritsen, brilmonturen, horloges, breipennen, scharen, sleutels, oorbellen en andere piercings, en zilveren en gouden sieraden die minder dan 12 karaat edelmetaal bevatten. Goud (14 karaat of hoger) is het veiligste metaal voor piercings en oorbellen bij voor nikkel gevoelige personen.

## Overgevoeligheid
Meer vrouwen dan mannen raken overgevoelig voor nikkel. Het betreft een type 4 allergische reactie, dat wil zeggen dat het eczeem pas enkele dagen na het contact optreedt en ook langzaam weer verdwijnt. Bij handeczeem is daardoor vaak niet meteen duidelijk wat de oorzaak is. Ontstaat het eczeem echter rondom een oorbel of op de plaats van de sluitknoop van een jeans, dan wordt het gemakkelijk herkend.
Bij dit zogenaamde contacteczeem komen gesensibiliseerde T-lymfocyten in het geweer tegen de verbinding van nikkel met een lichaamseigen eiwit. Als ze eenmaal is ontstaan kan een allergie door de vorming van T-helpercellen jarenlang duren.

## Diagnose en behandeling
De dermatoloog doet een plakproef; hij plakt op de rug een aantal gaasjes met stoffen waarvoor allergie kan ontstaan. Als de huid reageert op de plakker met nikkel, en niet op de blanco controle, is de diagnose duidelijk. Het is belangrijk contact met nikkel zo veel mogelijk te voorkomen, niet alleen om eczeem te vermijden, maar ook omdat alleen dat de overgevoeligheid kan doen verminderen. Munten in een beurs, sleutels in een mapje, want contact met de huid wordt door kleding alleen niet voldoende verhinderd. Regelmatig de handen goed wassen en insmeren met handcrème werkt preventief. Ontstaat er toch eczeem dan kan dat behandeld worden met een eczeemzalf met corticosteroïden.
Bij extreem gevoelige nikkelallergie kan een nikkelbeperkt dieet gevolgd worden. Nikkel komt van nature voor in diverse voedingsmiddelen, de hoogste concentraties komen voor in chocola (circa 8-12 mg/kg), sojabonen (4,7-5,9 mg/kg) havermeel (0,33-4,8 mg/kg) en noten (hazelnoten 0,66-2,3 mg/kg). Verder draagt het kraanwater dat een nacht in de kraan heeft stilgestaan (tot 1 mg/liter) bij aan de nikkelinname, evenals nikkelhoudend keukengereedschap (circa 1 mg/dag).